# Grande Prêmio da Áustria de 2025
O Grande Prêmio da Áustria de 2025 (formalmente denominado Formula 1 MSC Cruises Austrian Grand Prix 2025) Foi a décima primeira etapa do Campeonato Mundial de Fórmula 1 de 2025, disputado em 29 de junho de 2025 no Red Bull Ring, Spielberg, Estíria, Áustria.

## Resumo
Pole Position Lando Norris, conquista sua 7° vitória com dobradinha da Mclaren.
Gabriel Bortoleto conquista seu primeiros 4 pontos terminando na 8° posição, desde Abu Dhabi 2017 o Brasil não pontua na fórmula 1 com Felipe Massa pela equipe Williams.

## Resultados

#### Treino classificatório
| Pos.                | N° | Piloto                | Construtor                 | tempos qualificatorios | tempos qualificatorios | tempos qualificatorios | Final grid |
| Pos.                | N° | Piloto                | Construtor                 | Q1                     | Q2                     | Q3                     | Final grid |
| ------------------- | -- | --------------------- | -------------------------- | ---------------------- | ---------------------- | ---------------------- | ---------- |
| 1                   | 4  | Lando Norris          | McLaren-Mercedes           | 1:04.672               | 1:04.410               | 1:03.971               | 1          |
| 2                   | 16 | Charles Leclerc       | Ferrari                    | 1:05.197               | 1:04.734               | 1:04.492               | 2          |
| 3                   | 81 | Oscar Piastri         | McLaren-Mercedes           | 1:04.966               | 1:04.556               | 1:04.554               | 3          |
| 4                   | 44 | Lewis Hamilton        | Ferrari                    | 1:05.115               | 1:04.896               | 1:04.582               | 4          |
| 5                   | 63 | George Russell        | Mercedes                   | 1:05.189               | 1:04.860               | 1:04.763               | 5          |
| 6                   | 30 | Liam Lawson           | Racing Bulls-Honda RBPT    | 1:05.017               | 1:05.041               | 1:04.926               | 6          |
| 7                   | 1  | Max Verstappen        | Red Bull Racing-Honda RBPT | 1:05.106               | 1:04.836               | 1:04.929               | 7          |
| 8                   | 5  | Gabriel Bortoleto     | Kick Sauber-Ferrari        | 1:05.123               | 1:04.846               | 1:05.132               | 8          |
| 9                   | 12 | Andrea Kimi Antonelli | Mercedes                   | 1:05.178               | 1:05.052               | 1:05.276               | 9          |
| 10                  | 10 | Pierre Gasly          | Alpine-Renault             | 1:05.054               | 1:04.846               | 1:05.649               | 10         |
| 11                  | 14 | Fernando Alonso       | Aston Martin-Mercedes      | 1:05.197               | 1:05.128               | N/A                    | 11         |
| 12                  | 23 | Alexander Albon       | Williams-Mercedes          | 1:05.143               | 1:05.205               | N/A                    | 12         |
| 13                  | 6  | Isack Hadjar          | Racing Bulls-Honda RBPT    | 1:05.063               | 1:05.226               | N/A                    | 13         |
| 14                  | 43 | Franco Colapinto      | Alpine-Renault             | 1:05.278               | 1:05.288               | N/A                    | 14         |
| 15                  | 87 | Oliver Bearman        | Haas-Ferrari               | 1:05.218               | 1:05.312               | N/A                    | 15         |
| 16                  | 18 | Lance Stroll          | Aston Martin-Mercedes      | 1:05.329               | N/A                    | N/A                    | 16         |
| 17                  | 31 | Esteban Ocon          | Haas-Ferrari               | 1:05.364               | N/A                    | N/A                    | 17         |
| 18                  | 22 | Yuki Tsunoda          | Red Bull Racing-Honda RBPT | 1:05.369               | N/A                    | N/A                    | 18         |
| 19                  | 55 | Carlos Sainz Jr.      | Williams-Mercedes          | 1:05.582               | N/A                    | N/A                    | 19         |
| 20                  | 27 | Nico Hülkenberg       | Kick Sauber-Ferrari        | 1:05.606               | N/A                    | N/A                    | 20         |
| 107% time: 1:09.199 |    |                       |                            |                        |                        |                        |            |
| Fontes:             |    |                       |                            |                        |                        |                        |            |

#### Corrida
| Pos.    | N° | Piloto                | Construtor                 | Voltas | Tempo/retirada | Grid | Pontos |
| ------- | -- | --------------------- | -------------------------- | ------ | -------------- | ---- | ------ |
| 1       | 4  | Lando Norris          | McLaren-Mercedes           | 70     | 1:23:47.693    | 1    | 25     |
| 2       | 81 | Oscar Piastri         | McLaren-Mercedes           | 70     | +2.695         | 3    | 18     |
| 3       | 16 | Charles Leclerc       | Ferrari                    | 70     | +19.820        | 2    | 15     |
| 4       | 44 | Lewis Hamilton        | Ferrari                    | 70     | +29.020        | 4    | 12     |
| 5       | 63 | George Russell        | Mercedes                   | 70     | +1:02.396      | 5    | 10     |
| 6       | 30 | Liam Lawson           | Racing Bulls-Honda RBPT    | 70     | +1:07.754      | 6    | 8      |
| 7       | 14 | Fernando Alonso       | Aston Martin-Mercedes      | 69     | +1 lap         | 11   | 6      |
| 8       | 5  | Gabriel Bortoleto     | Kick Sauber-Ferrari        | 69     | +1 lap         | 8    | 4      |
| 9       | 27 | Nico Hülkenberg       | Kick Sauber-Ferrari        | 69     | +1 lap         | 20   | 2      |
| 10      | 31 | Esteban Ocon          | Haas-Ferrari               | 69     | +1 lap         | 17   | 1      |
| 11      | 87 | Oliver Bearman        | Haas-Ferrari               | 69     | +1 lap         | 15   |        |
| 12      | 6  | Isack Hadjar          | Racing Bulls-Honda RBPT    | 69     | +1 lap         | 13   |        |
| 13      | 10 | Pierre Gasly          | Alpine-Renault             | 69     | +1 lap         | 10   |        |
| 14      | 18 | Lance Stroll          | Aston Martin-Mercedes      | 69     | +1 lap         | 16   |        |
| 15      | 43 | Franco Colapinto      | Alpine-Renault             | 69     | +1 lap1        | 14   |        |
| 16      | 22 | Yuki Tsunoda          | Red Bull Racing-Honda RBPT | 68     | +2 laps        | 18   |        |
| Ret     | 23 | Alexander Albon       | Williams-Mercedes          | 15     | Motor          | 12   |        |
| Ret     | 1  | Max Verstappen        | Red Bull Racing-Honda RBPT | 0      | Colisão        | 7    |        |
| Ret     | 12 | Andrea Kimi Antonelli | Mercedes                   | 0      | Colisão        | 9    |        |
| DNS     | 55 | Carlos Sainz Jr.      | Williams-Mercedes          | 0      | Freios         | —2   |        |
| Fontes: |    |                       |                            |        |                |      |        |

Notas
- ↑1  – Franco Colapinto recebeu uma penalidade de cinco segundos por forçar Oscar Piastri a sair da pista. Sua posição final não foi afetada pela penalidade.[4]
- ↑2  – Carlos Sainz Jr. não largou na corrida porque ficou preso na primeira marcha durante a volta de formação. Sua vaga no grid ficou vaga.[4]

## Tabela do Campeonato após a corrida
|        | Pos. | Piloto          | Pontos |
| ------ | ---- | --------------- | ------ |
|        | 1    | Oscar Piastri   | 216    |
|        | 2    | Lando Norris    | 201    |
|        | 3    | Max Verstappen  | 155    |
|        | 4    | George Russell  | 146    |
|        | 5    | Charles Leclerc | 119    |
| Fonte: |      |                 |        |

|        | Pos. | Construtor                 | Pontos |
| ------ | ---- | -------------------------- | ------ |
|        | 1    | McLaren-Mercedes           | 417    |
| 1      | 2    | Ferrari                    | 210    |
| 1      | 3    | Mercedes                   | 209    |
|        | 4    | Red Bull Racing-Honda RBPT | 162    |
|        | 5    | Williams-Mercedes          | 55     |
| Fonte: |      |                            |        |

- Nota: Apenas as 5 primeiras posições estão incluídas em ambos conjuntos de classificação.